# 8741 Suzukisuzuko
8741 Suzukisuzuko (tên chỉ định: 1997 BR8) là một tiểu hành tinh vành đai chính. Nó được phát hiện bởi Takao Kobayashi ở Ōizumi Observatory ở Ōizumi, Gunma Prefecture, Nhật Bản, ngày 25 tháng 1 năm 1997. Nó được đặt theo tên Suzuki Suzuko, a Japanese poet và artist.